# Librație

Aceste imagini animate arată o mulțime de vederi simulate ale Lunii într-o perioadă de o lună, ca și când ar fi fost luată câte o fotografie, în fiecare zi, la aceeași oră. Imaginile permit să se pună în evidență fenomenul de librație lunară.

În astronomie, librația, uneori: librațiunea, (din latină libro -are, „a se pune în echilibru”, „a se balansa”) este o oscilație lentă, reală sau aparentă, a unui satelit, așa cum este văzut de pe corpul ceresc în jurul căruia orbitează. Utilizat singur, acest termen face, în general, referire la mișcările aparente ale Lunii față de Pământ, care pot fi comparate cu oscilațiile celor două talere ale unei balanțe în jurul punctului de echilibru.

## Etimologie
Cuvântul românesc librație, cu varianta librațiune, are etimologie multiplă: latină libratio, -onis și franceză libration. Francezul libration este împrumutat din latină: libratio, -onis, „nivelare”, „echilibru”. Acest cuvânt latin, libratio, -onis, este un derivat al verbului din latină libro -are, „a cântări cu balanța”, „a se pune în echilibru”, „a echilibra”, „a se balansa”, „a cumpăni”, care, la rândul său, este un derivat al cuvântului libra, -ae, „balanță”.

## De-a lungul istoriei
Unul dintre primii care au descris fenomenul a fost Galileo Galilei, care a vorbit  „[despre o] stranie particularitate, vedem mai mult decât stricta jumătate a Lunii”. Numeroși astronomi și matematicieni au întreprins apoi să explice și să modeleze mișcările Lunii. Printre ei, Tobias Mayer, din Göttingen, a dat prin 1750 o explicație geometrică a librațiilor. În zorii secolului al XIX-lea, francezii Joseph Louis Lagrange și Pierre Simon de Laplace au dezvoltat uneltele matematice care au permis să se determine tabelele Lunii cu o mare precizie.

## Librația Lunii

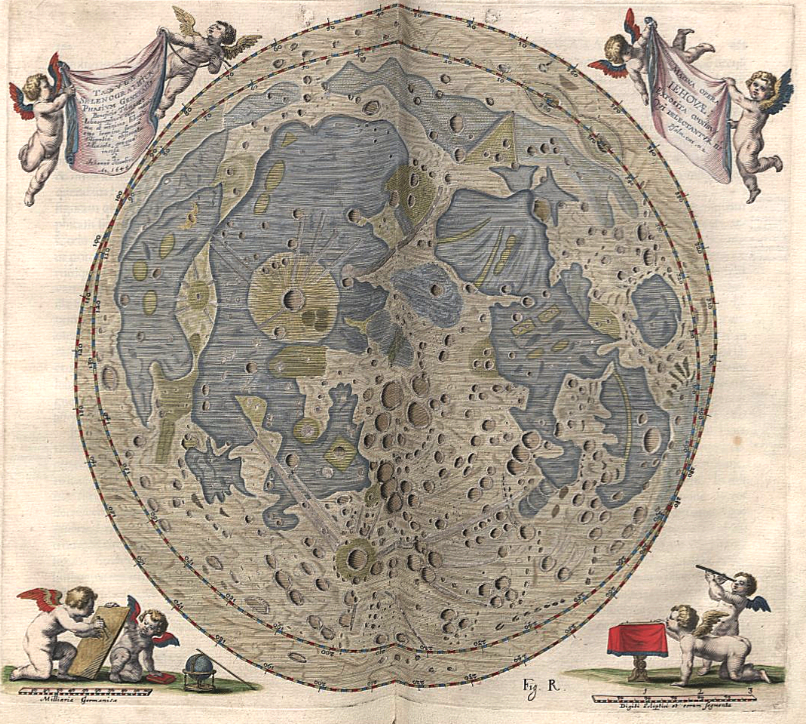
Harta Lunii a lui Johannes Hevelius din Selenographia (1647). Aceasta este prima hartă care conține zonele vizibile grație librației.

Rotația Lunii în jurul axei sale este sincronă cu revoluția sa în jurul Pământului: ea se rotește în jurul axei sale și efectuează o revoluție completă în  27,322 de zile.
Dacă orbita Lunii ar fi perfect circulară și dacă axa sa de rotație ar fi riguros perpendiculară pe planul orbitei, o persoană situată pe Terra ar observa mereu aceleași 50% din suprafața lunară, dacă și-ar efectua observațiile la aceeași oră. Dar fenomenele librației Lunii îi permit să observe părți ușor diferite ale suprafeței acesteia la momente diferite. Observații amănunțite arată că un total de 59% din suprafața Lunii poate fi observat de pe Pământ. De fapt, avem 41 % care rămân vizibile în permanență, 18% care sunt succesiv dezvăluite prin librație, în cursul lunațiilor, și, în sfârșit, 41% care nu sunt niciodată vizibile de pe Pământ.
Aceste fenomene pot lua patru forme diferite: librația în longitudine, librația în latitudine, librațiile paralactice și librațiile fizice.